# Sarstun
Il fiume Sarstun (Río Sarstún in spagnolo, Sarstoon in inglese) è un fiume del Belize che passa nel Distretto di Toledo e forma il confine tra Belize e Guatemala. Le sue sorgenti si trovano in Guatemala, sulla Sierra di Santa Cruz, 7 km a sudest di Chahal. Esso scorre in Guatemala nei dipartimenti di Alta Verapaz e di Izabal per poi entrare nel Belize e sfociare, dopo 111 km di corso, nel Mar dei Caraibi (Golfo dell'Honduras).
Il Sarstun è internazionalmente accettato come confine meridionale del Belize con il Guatemala, benché fin dal 1999 quest'ultimo abbia reclamato il territorio del Belize a sud del fiume Sibun.
Il 15 aprile 2019, il fiume fu luogo di un incidente di confine fra Guatemala e Belize, allorché tre motovedette guatemalteche condotte da soldati armati impedirono alla guardia costiera del Belize di pattugliare il fiume.
Il fiume è citato nell'inno nazionale del Belize  Land of the Free:
...
Our fathers, the Baymen, valiant and bold
Drove back the invader; this heritage hold
From proud Rio Hondo to old Sarstoon,
Through coral isle, over blue lagoon;
...